# Elon (giudice)
Secondo la Bibbia, Elon (Lingua ebraica אֵילֹן «quercia», Lingua di Tiberiade ʼÊlōn) o Ahialon fu uno dei Giudici biblici. 

## Presentazione
Elon era della tribù di Zabulon.  Egli succedette a Ibsan e restò in carica per 10 anni. 
Venne sepolto ad Ajalon (Ayyalôn).